# 曼利乌斯·卡皮托利努斯
曼利乌斯·卡皮托利努斯（英語：Marcus Manlius Capitolinus），（？—前384年）。古罗马政治家、将领。公元前398年担任执政官。曾率军与高卢人于罗马城作战而获胜。维持了卡皮托尔山的安全。他因为支持穷人而与贵族发生矛盾，被从塔尔塔乌斯山上掷下摔死。